# کوروگول (بسنی)
کوروگول (به ترکی استانبولی: Kurugöl) یک منطقهٔ مسکونی در ترکیه است که در بسنی واقع شده‌است.